# Алтан-Емел
Алтан-Емел (кит. 阿拉坦额莫勒镇, пін. Ālātăn'émòlè Zhèn) — містечко у КНР, адміністративний центр хошуну Барга – Новий Правий стяг автономії Внутрішня Монголія.

## Географія
Алтан-Емел розташовується на південний захід від озера Хулунь-Нур у межах плоскогір'я Барга. Лежить на річці Керулен.

### Клімат
Містечко знаходиться у зоні, котра характеризується кліматом тропічних степів. Найтепліший місяць — липень із середньою температурою 20.6 °C (69 °F). Найхолодніший місяць — січень, із середньою температурою -20.6 °С (-5 °F).
| Клімат Алтан-Емела      | Клімат Алтан-Емела | Клімат Алтан-Емела | Клімат Алтан-Емела | Клімат Алтан-Емела | Клімат Алтан-Емела | Клімат Алтан-Емела | Клімат Алтан-Емела | Клімат Алтан-Емела | Клімат Алтан-Емела | Клімат Алтан-Емела | Клімат Алтан-Емела | Клімат Алтан-Емела | Клімат Алтан-Емела |
| Показник                | Січ.               | Лют.               | Бер.               | Квіт.              | Трав.              | Черв.              | Лип.               | Серп.              | Вер.               | Жовт.              | Лист.              | Груд.              | Рік                |
| Середній максимум, °C   | −16                | −11                | −1                 | 10                 | 19                 | 25                 | 26                 | 24                 | 18                 | 8                  | −4                 | −13,3              | 7                  |
| Середня температура, °C | −21                | −18                | −8                 | 2                  | 11                 | 18                 | 21                 | 19                 | 11                 | 2                  | −9                 | −18                | 0                  |
| Середній мінімум, °C    | −26                | −24                | −15                | −4                 | 4                  | 11                 | 15                 | 13                 | 5                  | −3                 | −15                | −23                | −5                 |
| Норма опадів, мм        | 1                  | 1                  | 2                  | 7                  | 12                 | 39                 | 85                 | 69                 | 29                 | 6                  | 2                  | 2                  | 255                |
| ----------------------- | ------------------ | ------------------ | ------------------ | ------------------ | ------------------ | ------------------ | ------------------ | ------------------ | ------------------ | ------------------ | ------------------ | ------------------ | ------------------ |
| Джерело: Weatherbase    |                    |                    |                    |                    |                    |                    |                    |                    |                    |                    |                    |                    |                    |